# 8. Arrondissement (Lyon)
Das 8. Arrondissement ist eines der neun Arrondissement (Stadtbezirk) der französischen Stadt Lyon. 2014 lebten hier 48.824 Menschen.
Das 8. Arrondissement ist ein Arrondissement (Stadtbezirk) der französischen Stadt Lyon. 2014 lebten hier 83.619 Menschen.
Das Arrondissement liegt im Südosten des Stadtgebiets von Lyon. Im Norden grenzt es ans 3. Arrondissement, im Osten an Bron, im Süden an Vénissieux und Saint-Fons und im Westen ans 7. Arrondissement.

## Geschichte
Das 8. Arrondissement hat sich im 19. Jh. während der Industrialisierung aus einigen Dörfchen gebildet. Am 19. Februar 1959 veranlasste Michel Debré (damals Premier Ministre) die Bildung von mehreren Arrondissements (8) und die Anzahl der Beigeordneten (französisch adjoints municipaux) (21). Mit diesem Datum entsteht das 8. Arrondissement und erlangt seine Unabhängigkeit vom 7. Arrondissement, dem es bisher zugeordnet war. Die städtische Verwaltung untersuchte das Gebiet des neuen Arrondissements nach einem geeigneten Gelände für ein Rathaus. Ab dem 1. April 1959 registrierte die neue Bürgermeisterei, noch zu Gast im Rathaus des 7. Arrondissements, die ersten Sterbefälle und Geburten. Am 4. Mai 1959 beschließt der Conseil municipal (Stadtrat) am Place du Bachut provisorische Räume zu beziehen. „La Baraque“ nimmt nach einigen Wochen auf einer Fläche von 800 m² die Arbeit auf und öffnet ab dem 1. Oktober 1966. Diese provisorische Bürgermeisterei blieb 7 Jahre lang für Einwohner, Abgeordnete und Angestellte bestehen. Im März 1963 schlug der Bürgermeister den Bau eines Rathauses vor das der Stadtrat mit einem Budget von 11.441.000.- Francs genehmigte. Der Einweihung am 20. Oktober 1966 wohnten zahlreiche Einwohner und der Bürgermeister von Lyon, Louis Pradel, bei.
Bis 1963 unterstanden die Bürgermeister des Arrondissements je einem Beigeordneten des Oberbürgermeisters von Lyon, der jeweils für ein Arrondissement abgeordnet war. Erst ein besonderes Gesetz vom 31. Dezember 1982 regelte die Einsetzung eines gewählten Rates des Arrondissements, dem ein gewählter Bürgermeister des Arrondissements vorsitzt. Als Erster übernahm Robert Batailly (1983 und 1989) das Amt.
| Bürgermeister        | Mandat    |
| -------------------- | --------- |
| Robert Batailly      | 1983–1989 |
| Henry Vianay         | 1989–1995 |
| Jean-Louis Tourraine | 1995–2001 |
| Christian Coulon     | 2001–     |

## Geografie
Das 8. Arrondissement bedeckt eine Fläche von 6,67 km².

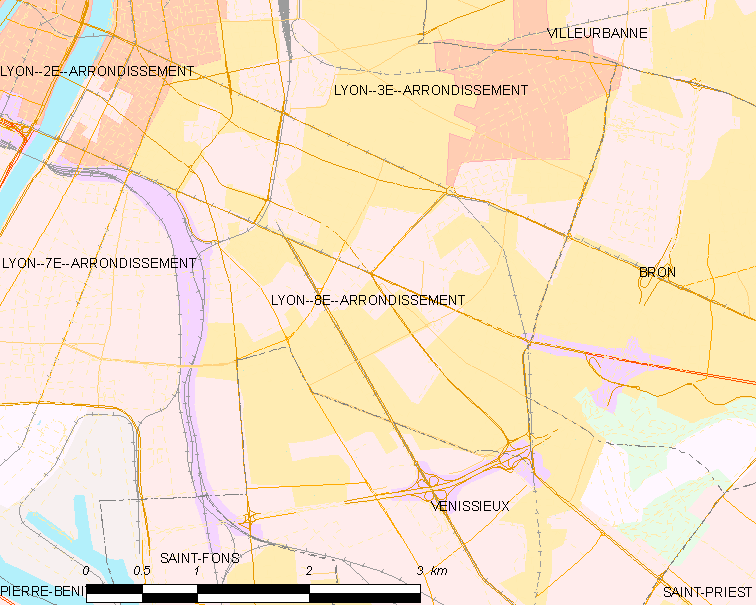
Karte des Arrondissements

### Viertel
Es besteht aus folgenden Stadtvierteln (französisch Quartiers):
- Bachut
- Monplaisir
- Mermoz
- Les États-Unis
- Transvaal
- Laënnec
- Le Grand Trou

### Öffentliche Einrichtungen
- Stade Vuillermet – Stadion des LOU Rugby bis 2011
- Maison de la danse
- Nouveau Théâtre du 8e, (22 Rue Commandant Pégout)
- Institut Lumière
- Médiathèque du Bachut – Marguerite Duras
- Zwei MJC (französisch Maison des jeunes et de la culture) von Laënnec-Mermoz und Monplaisir

## Demografie
| Jahr      | 1999   | 2005   | 2006   | 2007   | 2008   | 2009   | 2011   | 2013   | 2014   |
| --------- | ------ | ------ | ------ | ------ | ------ | ------ | ------ | ------ | ------ |
| Einwohner | 70.454 | 75.900 | 76.323 | 76.303 | 77.377 | 76.782 | 80.809 | 82.725 | 83.619 |

Im Jahr 2014 betrug die Bevölkerungsdichte 12.537 Einw./km².

## Verwaltung
Christian Coulon ist seit 2001 der Bürgermeister.
| Zeitraum    | Zeitraum  | Name                | Partei | Beruf                       |
| (unbekannt) | 1989      | Robert Batailly     |        |                             |
| 1989        | 1995      | Henriy Viannay      |        |                             |
| 1995        | 2001      | Jean-Louis Touraine | PS     |                             |
| 2001        | bis heute | Christian Coulon    | PS     | Conseiller général du Rhône |

## Verkehrsanbindung
- Métro Lyon B, Stationen Sans Souci, Monplaisir – Lumière, Laënnec, Mermoz – Pinel
- Straßenbahn Lyon, Linien T2, T4, T5

## Weitere Hinweise
- Seite des 8. Arrondissement
- Institut Lumière
- Musée urbain Tony-Garnier